# Niphopterolophia geminata
Niphopterolophia geminata – gatunek chrząszcza z rodziny kózkowatych i podrodziny zgrzypikowych. Jedyny przedstawiciel rodzaju Niphopterolophia.

## Zasięg występowania
Gatunek ten występuje na Jawie.